# DARE (песня Gorillaz)
«DARE» — песня британской виртуальной группы Gorillaz, выпущенная в рамках студийного альбома коллектива Demon Days и как второй сингл альбома 29 августа 2005 года. Композиция была записана совместно с певцом Шоном Райдером и интересна тем, что основной вокал песни ведёт гитаристка группы Нудл, а не вокалист 2-D, как это обычно происходит в треках Gorillaz. Песне удалось подняться до 87-й позиции в Billboard Hot 100 14 января 2006 года и до 8-й позиции в Modern Rock Tracks 4 марта 2006 года.
Британский журнал New Musical Express включил данную композицию в свой список «500 величайших песен всех времён», разместив её в нём на 338-й позиции.